# Bovolone
Bovolone (velenceiül Bovołon vagy Bogołon) település Olaszországban, Veneto régióban, Verona megyében. Lakosainak száma 16 106 fő (2023. január 1.). Bovolone Cerea, Concamarise, Isola della Scala, Isola Rizza, Oppeano, Salizzole és San Pietro di Morubio községekkel határos.

## Népesség
A település népességének változása:
| Lakosok száma | 15 874 | 16 078 | 16 106 |
|               | 2017   | 2018   | 2023   |